# Artur Gajewski
Artur Gajewski (ur. 23 sierpnia 1969 w Płocku) – polski piłkarz występujący na pozycji obrońcy.
Wychowanek Jutrzenki Płock w 1988 trafił do Łódzkiego Klubu Sportowego, w którym debiutował w ekstraklasie. Ponadto był graczem m.in. Warty Poznań i Sokoła Pniewy.